# جون وولف
جون وولف (بالإنجليزية: John Wolff)‏ هو كاتب أمريكي، ولد في 1906، وتوفي في 2005.